# Bisericani, Alba
Bisericani este un sat în comuna Bucium din județul Alba, Transilvania, România.